# Hiddenhausen
Hiddenhausen település Németországban, azon belül Észak-Rajna-Vesztfália tartományban. Lakosainak száma 19 896 fő (2023. december 31.). Hiddenhausen Kirchlengern, Löhne, Herford, Enger és Bünde községekkel határos.

## Népesség
A település népességének változása:
| Lakosok száma | 19 626 | 19 622 | 19 767 | 19 790 | 19 924 | 19 896 |
|               | 1975   | 2017   | 2019   | 2021   | 2022   | 2023   |